# Bertrand Saint-Sernin
Pour les articles homonymes, voir Saint-Sernin.
Bertrand Saint-Sernin, né le 20 décembre 1931 à Brest (Finistère) et mort à Plougonvelin (Finistère) le 24 juin 2024, est un professeur de philosophie et un spécialiste de l'histoire des sciences français, membre de l'Académie des sciences morales et politiques, ancien recteur d'académie.

## Biographie
Né en 1931 à Brest, Bertrand Saint-Sernin est agrégé de philosophie. Il a fait une carrière universitaire à Lille et à Paris, où il est professeur honoraire (université Paris-Sorbonne). Influencé par Simone Weil, Bergson et Malebranche, il est aussi spécialiste de la théorie des jeux et des philosophies de Cournot et Whitehead .
Après un passage dans le secondaire (1957-1963) aux lycées de Chambéry, Rouen puis au lycée Michelet de Vanves, il devient consultant à la direction des affaires scientifiques de l'Organisation de coopération et de développement économiques (OCDE) de 1963 à 1965, puis revient à l'enseignement comme maître assistant à l'université de Paris I jusqu'en 1972. Ayant obtenu sa thèse de doctorat d'État, sur Les mathématiques de la décision à la Sorbonne en 1971, sous la direction de René Poirier, il est nommé à l'université Charles De Gaulle (Lille III) où il demeure de 1972 à 1986, tout d'abord comme maître de conférences, puis comme professeur à partir de 1982.
Durant cette période, il est détaché comme recteur de l'académie de Dijon et chancelier de l'université de Bourgogne (1973-1976) puis comme recteur de l'université de Nancy-Metz et chancelier des universités de Nancy et de Metz (1976-1982). De 1986 à 1987, il est directeur de cabinet du ministre de l'Éducation nationale, après quoi il est nommé recteur de l'Académie de Créteil et chancelier des universités Paris VIII, Paris XII et Paris XIII (1987-1989).
En 1989, il est élu professeur à l'université Paris-Nanterre, où il reste jusqu'à sa retraite, en 1993.

## Le rationalisme qui vient
Sur le modèle de l'investigation rousseauiste sur l'origine de l'inégalité entre les hommes, Bertrand Saint-Sernin se propose d'identifier les causes de l'inégalité scientifique entre les nations, qui sont avant tout d'ordre social et historique (et non pas naturelles, étant donné que toute nation humaine a le même degré de probabilité de posséder des individus talentueux). Le Japon par exemple s'est montré très réceptif à l'enseignement européen qui a transité par les Hollandais, et s'est aussi doté d'une éducation démocratisée, répétant le geste de Jules Ferry. En revanche, l'Islam s'est montré moins ouvert et malgré une avance scientifique considérable prise au Moyen Âge, n'a pas connu de Renaissance de la même façon qu'en Europe, où la science s'est modernisée avec Galilée. Confessant son ignorance du Coran, Saint-Sernin identifie cependant quelques causes à l'absence de Renaissance en terre d'Islam : les Croisades qui entraînèrent une « fermeture réciproque » de l'Islam et de l'Occident ; le fait que les rapports entre la religion et la science n'ont pas été clarifiés ou nettement délimités, voire séparés ; la possible restriction de la liberté en comparaison avec le christianisme qui insiste sur la liberté de la personne individuelle ; le peu d'investissement économique dans les secteurs scientifiques et technologiques.
Saint-Sernin mentionne quelques tentatives de penseurs musulmans de réformer la société, comme celle d'Ali Abderraziq qui interroge les fondements du pouvoir dans l'Islam, sur le modèle des Lumières. Saint-Sernin prend ainsi le contrepied de la démarche de Lévi-Strauss, qui insistait dans La Pensée sauvage sur l'incomparabilité des nations entre elles et le caractère arbitraire du choix d'un critère comme la technologie pour poser une « inégalité » (fût-elle sociale) entre les nations. Son concept de bricolage avait pour but justement de montrer que même les civilisations non occidentales ont développé une connaissance précise de leur environnement, en utilisant les symboles à leur disposition, comme toute civilisation.

## Distinctions
- Commandeur de la Légion d'honneur (2016)[6],[7].
- Commandeur de l'ordre national du Mérite (2005)[7],[8].
- Commandeur de l'ordre des Palmes académiques (2021)[7].
- Croix de la Valeur militaire[8].

## Publications
- Les Mathématiques de la décision, PUF, Paris, 1973.
- Le Décideur, Gallimard, Paris, 1979, préface de Raymond Aron.
- L'Action politique selon Simone Weil, Éditions du Cerf, Paris, 1988.
- Genèse et unité de l'action, Vrin, Paris, 1989.
- Parcours de l'ombre. Les trois indécidables, Archives contemporaines, 1994.
- La Raison au XXe siècle, Le Seuil, Paris, 1995.
- Entretiens nocturnes sur la théorie des jeux, la poésie et le « nihilisme » chrétien, Le Cri, Bruxelles, 1997.
- Cournot : le réalisme, Vrin, Paris, 1998.
- Whitehead : un univers en essai, Vrin, Paris, 2000.
- Philosophie des sciences I et II, avec Daniel Andler et Anne Fagot-Largeault, Gallimard, coll. « Folio », 2002.
- La Raison, PUF, coll. « Que sais-je ? », Paris, 2003.
- Le Rationalisme qui vient, Gallimard, Paris, 2007.
- Blondel, Vrin, 2009.
- « L’actualité du Timée », Comptes rendus des séances de l’Académie des Inscriptions et Belles-Lettres, vol. 157e année, no 4,‎ 2013, p. 1821-1831 (lire en ligne, consulté le 6 août 2020)

## Traductions et préfaces
- Quine, Logique élémentaire, tr. fr. J. Largeault et B. Saint-Sernin, Paris, Vrin, 2006.
- Alfred North Whitehead, La Religion en gestation [Religion in the Making, 1926]. Traduction et présentation de Henri Vaillant, relue par Vincent Berne. Préface de Bertrand Saint-Sernin, Louvain-la-Neuve, Les Éditions Chromatika, 2009.
- Hempel, Éléments d'épistémologie, tr. fr. B. Saint-Sernin et préface d'A. Brenner, Paris, Armand Colin, 2012 (3e éd.).